# Campeonato Mundial de Biatlón de 1992
El XXVIII Campeonato Mundial de Biatlón se celebró en Novosibirsk (Rusia) el 22 de marzo de 1992 bajo la organización de la Unión Internacional de Biatlón (IBU) y la Unión Rusa de Biatlón. En este campeonato solamente se disputaron las competiciones de equipo masculino y equipo femenino, ya que el resto de competiciones fue incluido en el programa de los XVI Juegos Olímpicos de invierno.

## Resultados

### Masculino
| Evento               | Oro                                                                      | Plata                                                                    | Bronce                                                      |
| -------------------- | ------------------------------------------------------------------------ | ------------------------------------------------------------------------ | ----------------------------------------------------------- |
| 10 km equipo (22.03) | CEI Yevgueni Redkin Anatoli Zhdanovich Alexandr Popov Alexandr Tropnikov | Noruega · Frode Løberg · Jon Åge Tyldum · Sylfest Glimsdal · Gisle Fenne | Estonia Aivo Udras Urmas Kaldvee Hillar Zahkna Kalju Ojaste |

### Femenino
| Evento                | Oro                                                              | Plata                                                                | Bronce                                                                   |
| --------------------- | ---------------------------------------------------------------- | -------------------------------------------------------------------- | ------------------------------------------------------------------------ |
| 7,5 km equipo (22.03) | Alemania · Petra Bauer · Petra Schaaf · Uschi Disl · Inga Kesper | CEI Yelena Belova Inna Sheshkil Anfisa Reztsova Svetlana Pechorskaya | Checoslovaquia Gabriela Suvová Eva Háková Jana Kulhavá Jiřina Adamičková |

## Medallero
| Núm. | País           | Oro | Plata | Bronce | Total |
| ---- | -------------- | --- | ----- | ------ | ----- |
| 1    | CEI            | 1   | 1     | 0      | 2     |
| 2    | Alemania       | 1   | 0     | 0      | 1     |
| 3    | Noruega        | 0   | 1     | 0      | 1     |
| 4    | Estonia        | 0   | 0     | 1      | 1     |
| 4    | Checoslovaquia | 0   | 0     | 1      | 1     |
|      | TOTAL          | 2   | 2     | 2      | 6     |